# Quercus delicatula
Quercus delicatula és una espècie de roure que pertany a la família de les fagàcies i està dins del subgènere Cyclobalanopsis, del gènere Quercus.

## Descripció
Quercus delicatula és un arbre de fins a 13 m d'alçada. Branques del primer any d'uns 2 mm de gruix, glabres. El pecíol és esvelt, 1-2 cm, glabrós; les fulles fan fins a 12 cm de llarg,naoim el limbe de les fulles és ovat, oblongoel·líptic, o algunes vegades obovadoel·líptic, 6-9 × 2-3.5 cm, semblant al paper, base cuneada, marge sencer o lleugerament crenat cap a l'àpex, àpex caudat; nervis secundaris 7 o 8 a cada costat de la nervadura central, abaxialment lleugerament elevats, glabrescents; nervis terciaris abaxialment discrets a fosques. Les infructescències d'1 cm, amb 1 o 2 fruits. La cúpula és cupular, d'uns 1,5 × 1,6-1,8 cm, que tanca 1/3 de la gla aproximadament, l'exterior i l'interior marró grisenc i pubescent, paret d'uns 1 mm de gruix; bràctees en 7 o 8 anells, marge 2 o 3 apicals sencers, altres denticulants. La gla és el·lipsoide, 2-2,5 × d'uns 1,5 cm, com a mínim apicalment velutinós, base i àpex arrodonits; cicatriu d'uns 5 mm de diàmetre, plana; estil persistent, umbonat. Floreig entre abril i maig i fructifica entre octubre i novembre.

## Distribució i hàbitat
Quercus delicatula creix al sud de la Xina, a les províncies de Guangdong, Guangxi i Hunan, als boscos muntanyencs mesofítics mixtos, entre els 300 i 700 m.

## Taxonomia
Quercus delicatula va ser descrita per Chun i Tsiang i publicat a Journal of the Arnold Arboretum 28(3): 324. 1947.
Etimologia
Quercus: nom genèric del llatí que designava igualment al roure i a l'alzina.
delicatula: epítet llatí que vol dir més aviat delicat.